# 인천포스코고등학교
인천포스코고등학교(仁川포스코高等學校)는 대한민국 인천광역시 연수구 송도동에 있는 자율형 사립 고등학교이다.

## 학교 연혁
- 2014년 9월 15일 : 자율형 사립고 지정
- 2014년 10월 24일 : 학교 설립 인가
- 2015년 2월 12일 : 교사 준공식
- 2015년 3월 1일 : 초대 안종진 교장 취임
- 2015년 3월 2일 : 제1회 입학식(신입생 244명)
- 2018년 2월 7일 : 제1회 졸업식(졸업생 238명)
- 2020년 4월 13일 : 전면 실시간 쌍방향 온라인 수업 실시
- 2024년 1월 4일 : 제7회 졸업식(졸업생 210명)
- 2024년 3월 4일 : 제4대 추정교 교장 취임
- 2024년 3월 4일 : 제10회 입학식(신입생 252명)

## 참고 자료
- 인천포스코고등학교 - 한국교육학술정보원 학교알리미